# محمدحسین زواری
محمدحسین زواری (زادهٔ ۲۲ دی ۱۳۷۹ در کردکوی) بازیکن فوتبال اهل ایران است که در پست هافبک میانی برای باشگاه فوتبال استقلال خوزستان در لیگ برتر خلیج فارس بازی می‌کند.

## دوران باشگاهی

### صنعت نفت آبادان
وی در تاریخ ۱۵ مهر ۱۳۹۹ به صنعت نفت آبادان پیوست و به مدت دو فصل در تیم صنعت نفت آبادان بازی کرد در مجموع ۳۰ بازی برای این تیم آبادانی انجام داد.

### استقلال
پس از نمایش خوب در تیم صنعت نفت آبادان و تیم ملی امید با قراردادی دوساله به استقلال تهران پیوست اما فعلاً فرصت زیادی برای بازی با پیراهن استقلال پیدا نکرده

### هوادار
این بازیکن که دو فصل در استقلال توپ زد، راهی هوادار شده

### استقلال خوزستان
وی پس از یک فصل حضور در تیم هوادار به تیم استقلال خوزستان پیوست

## آمار باشگاهی
تا تاریخ ۱۳ اسفند ۱۴۰۲
| عملکرد باشگاهی | عملکرد باشگاهی | عملکرد باشگاهی | لیگ      | لیگ      | جام      | جام      | قاره‌ای | قاره‌ای | سایر     | سایر     | مجموع | مجموع |
| باشگاه         | لیگ            | فصل            | بازی     | گل       | بازی     | گل       | بازی   | گل     | بازی     | گل       | بازی  | گل    |
| —              | —              | —              | لیگ برتر | لیگ برتر | جام حذفی | جام حذفی | آسیا   | آسیا   | سوپر جام | سوپر جام | مجموع | مجموع |
| -------------- | -------------- | -------------- | -------- | -------- | -------- | -------- | ------ | ------ | -------- | -------- | ----- | ----- |
| صنعت نفت       | لیگ برتر       | ۲۰۲۰–۲۰۲۱      | ۲۳       | ۰        | ۱        | ۰        | –      | –      | –        | –        | ۲۴    | ۰     |
| صنعت نفت       | لیگ برتر       | ۲۰۲۱–۲۰۲۲      | ۷        | ۰        | ۰        | ۰        | –      | –      | –        | –        | ۷     | ۰     |
| صنعت نفت       | مجموع صنعت نفت | مجموع صنعت نفت | ۳۰       | ۰        | ۱        | ۰        | –      | –      | –        | –        | ۳۱    | ۰     |
| استقلال        | لیگ برتر       | ۲۰۲۲–۲۰۲۳      | ۴        | ۰        | ۱        | ۰        | –      | –      | ۰        | ۰        | ۵     | ۰     |
| استقلال        | لیگ برتر       | ۲۰۲۳–۲۰۲۴      | ۱        | ۰        | ۰        | ۰        | –      | –      | –        | –        | ۱     | ۰     |
| استقلال        | مجموع استقلال  | مجموع استقلال  | ۵        | ۰        | ۱        | ۰        | –      | –      | –        | –        | ۶     | ۰     |
| مجموع          | مجموع          | مجموع          | ۳۵       | ۰        | ۲        | ۰        | –      | –      | ۰        | ۰        | ۳۷    | ۰     |

## افتخارات
استقلال
- سوپر جام فوتبال ایران (۱): ۱۴۰۱
- جام حذفی فوتبال ایران (۱): ۰۲–۱۴۰۱ (نایب قهرمان)
- لیگ برتر فوتبال ایران (۱): ۰۳–۱۴۰۲ (نایب قهرمان)

تیم ملی امید ایران
- جام زیر ۲۳ سال غرب آسیا (۱): ۲۰۲۳ (نایب قهرمان)